# 百慕大海燕
百慕達海燕（學名：Pterodroma cahow）是一種虻圆尾鸌（Gadfly petrel），在百慕達因其怪異的叫聲而被稱為Cahow。百慕達海燕為夜行性、在地上築巢的海鳥，是百慕達的國鳥，也是自然保育希望的象徵之一，因為牠本來被認為在330年前就已絕種，但後來被重新發現並被歸入拉撒路物种（Lazarus taxon），即消失幾世紀後又出現在地球上的物種。是許多記錄片的拍攝對象。

## 繁殖
百慕達海燕原本在百慕達群島數量很多。這種鳥繁殖很慢，但擅長飛行，其成鳥期幾乎都在海上飛行。五歲時會回到其出生地並開始繁殖，只產下一顆卵，其婚配制度為終生婚配。

## 歷史與保育
因百慕達海燕為夜行性，牠們詭異的叫聲曾嚇阻迷信的西班牙航海家，認為該島上有惡魔居住。他們雖然不敢在島上長居，卻開始以百慕達海燕為來往船隻的食物補給，開始了對百慕達海燕的屠殺。在百慕達成為英國殖民地後，殖民者引進的外來種如鼠、貓、狗，加上殖民者本身的獵殺大幅減少了這種鳥的數量。雖然百慕達海燕被世界最早的自然保護法：百慕達總督公告的「against the spoyle and havocke of the Cohowes」保護，在1620年時這種鳥已近乎滅絕。
二十世紀初期，科學家陸續採集到一些這種鳥的樣本，顯示百慕達海燕尚未滅絕。1951年，美國鳥類學家罗伯特·库什曼·墨菲（Robert Cushman Murphy）與路易斯·L·莫布雷（Louis L. Mowbray）在百慕達群島的城堡灣（Castle Harbour）的小島發現了18對巢中成對的百慕達海燕，當時隨船的還有15歲的小男孩戴维·B·温盖特（David B. Wingate），他在之後的生涯中致力於百慕達海燕的復育，並在1966年成為百慕達的第一位保育官員。Wingate建立了一項計畫，在島上建了許多人工洞穴做為其巢的通道，同時可避免體型稍大的白尾熱帶鳥競爭。並保留鄰近的楠薩奇島為未來可行的復育基地。
在自然保育之下，百慕達海燕的數量開始增加，目前最主要的困難是缺乏適合的繁殖地點，2003年的飓风法比安（Hurricane Fabian）即摧毀了許多繁殖洞穴。截至2012年，已有81隻幼鳥被移至較大且未開發的楠薩奇島（在幼鳥時就遷移是為了使其對周圍環境產生印痕），這項工作由現任百慕達保育官員Jeremy Madeiros負責執行，並有澳洲海燕專家Nick Carlile的協助。
2005年，全球的百慕達海燕總數仍只有約250隻。

## 外部連結
- ARKive - images and movies of the Bermuda petrel (Pterodroma cahow)
- BirdLife Species Factsheet （页面存档备份，存于）
  - BirdLife: "Cahows bounce back as Bermudians build burrows" （页面存档备份，存于）
  - BirdLife: "New island home for Cahow chicks" （页面存档备份，存于）
  - BirdLife: "Cahow class of 2002 return to breed" （页面存档备份，存于）
  - BirdLife: "Bermuda Petrel returns to Nonsuch Island (Bermuda) after 400 years" （页面存档备份，存于）
- Library of Congress early written records （页面存档备份，存于）
- Lucinda Spurling's documentary film website
- "New Light on the Cahow, Pterodroma Cahow" Report on the Cahow rediscovery in 1951 （页面存档备份，存于）
- Gehrman, Elizabeth. Rare Birds: The Extraordinary Tale of the Bermuda Petrel and the Man Who Brought It Back from Extinction (Boston: Beacon Press, 2012). （页面存档备份，存于）